# سایکوناتیک
روان‌نوردی یا روانگردی یا سایکوناتیک، به روشی برای کاوش در حالات مختلف آگاهی که خارج از حالت عادی هستند اشاره دارد. این کاوش اغلب شامل اعمالی مانند مدیتیشن و استفاده از مواد هالوسینوژن است. همچنین شامل رویکردی تحقیقاتی نیز می‌شود که هدف آن دستیابی به درک عمیق‌تری از روان و ذهن ناخودآگاه انسان با پیمایش در این حالات تغییر یافته‌است. این اصطلاح به‌طور گسترده برای وصف هر فعالیتی استفاده می‌شود که به‌طور سیستماتیک از حالات تغییر یافته برای بررسی، بهبود یا تقویت تجربهٔ انسانی استفاده می‌کند. این فعالیت‌ها می‌تواند از آیین‌های سنتی شمنی و تمرین‌های مراقبه گرفته تا خلسه، یوگا، رویابینی شفاف، محرومیت حسی و استفادهٔ کنترل‌شده از روانگردان‌ها یا انتئوژن‌ها باشد. افرادی را که برای این اهداف در حال کاوش در حالات تغییر یافته هستند، می‌توان روان‌گرد یا روان‌نورد (سایکونات) نامید.